# To Dance with Olivia
To Dance with Olivia (titulada Historia de un rencor en España) es una película de televisión estadounidense de 1997 dirigida por Bruce Pittman. Está protagonizada por Louis Gossett Jr., Joe Don Baker, Kathryne Dora Brown, Kathleen York, William Schallert y Frankie Muniz. La película se estrenó el 9 de marzo de 1997 en la cadena CBS. 

## Sinopsis
Un abogado llamado Daniel Stewart (Louis Gossett Jr.), que está tratando de hacer frente a la muerte accidental de su hijo, decide llevar el caso de un granjero que hirió accidentalmente a un niño (Frankie Muniz) con una escopeta. Sin embargo, la elección de defender al granjero lo enemista con el padre del niño, un viejo amigo que es políticamente influyente. Al tratar este caso, se ve obligado a enfrentarse a la muerte de su propio hijo y el distanciamiento de su mujer (Kathryne Dora Brown).

## Reparto
- Louis Gossett Jr. - Daniel Stewart
- Joe Don Baker - Horace Henley
- Kathryne Dora Brown - Camille Stewart
- Kathleen York - Aurora Watling
- William Schallert - Juez Shelton
- Frankie Muniz - Oscar

- Datos: Q28502000